# Norsk buhund
Il Norsk buhund è un cane da caccia norvegese.

## Origini
Le origini di questo cane sono vaghe ed incerte. Cane norvegese, abituato al clima della taiga, tipico bioma della penisola scandinava. Erano inoltre i cani dei vichinghi ed accompagnavano le marce dei loro padroni per vari chilometri. 

## Utilizzi
Il Norsk Buhund è tuttora utilizzato per la caccia all'alce e al cervo. Cane da guardia e da fermo, è molto duttile ed ultimamente anche in Italia sta iniziando ad essere impiegato come cane da compagnia visto che può vivere benissimo sia in casa che in giardino.

## Carattere
Dolce ma poco docile e particolarmente disobbediente, questo cane di media taglia è instancabile.

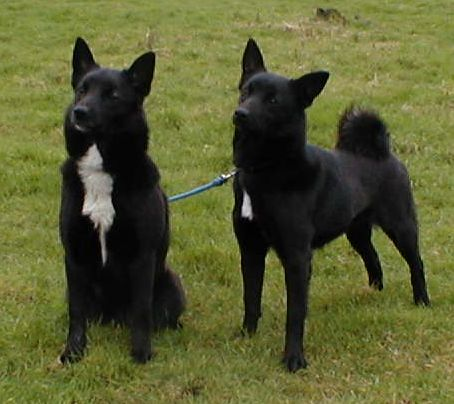
Norsk Buhund
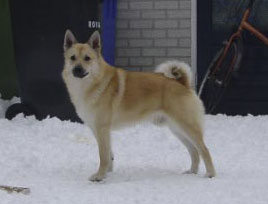
Norsk Buhund